# Archéomythologie
 (août 2024).
La mise en forme du texte ne suit pas les recommandations de Wikipédia : il faut le « wikifier ».
Les points d'amélioration suivants sont les cas les plus fréquents :
- Les titres sont pré-formatés par le logiciel. Ils ne sont ni en capitales, ni en gras.
- Le texte ne doit pas être écrit en capitales (les noms de famille non plus), ni en gras, ni en italique, ni en « petit »…
- Le gras n'est utilisé que pour surligner le titre de l'article dans l'introduction, une seule fois.
- L'italique est rarement utilisé : mots en langue étrangère, titres d'œuvres, noms de bateaux, etc.
- Les citations ne sont pas en italique mais en corps de texte normal. Elles sont entourées par des guillemets français : « et ».
- Les listes à puces sont à éviter, des paragraphes rédigés étant largement préférés. Les tableaux sont à réserver à la présentation de données structurées (résultats, etc.).
- Les appels de note de bas de page (petits chiffres en exposant, introduits par l'outil «  Source ») sont à placer entre la fin de phrase et le point final[comme ça].
- Les liens internes (vers d'autres articles de Wikipédia) sont à choisir avec parcimonie. Créez des liens vers des articles approfondissant le sujet. Les termes génériques sans rapport avec le sujet sont à éviter, ainsi que les répétitions de liens vers un même terme.
- Les liens externes sont à placer uniquement dans une section « Liens externes », à la fin de l'article. Ces liens sont à choisir avec parcimonie suivant les règles définies. Si un lien sert de source à l'article, son insertion dans le texte est à faire par les notes de bas de page.
- La présentation des références doit suivre les conventions bibliographiques. Il est recommandé d'utiliser les modèles {{Ouvrage}}, {{Chapitre}}, {{Article}}, {{Lien web}} et/ou {{Bibliographie}}. Le mode d'édition visuel peut mettre en forme automatiquement les références.
- Insérer une infobox (cadre d'informations à droite) n'est pas obligatoire pour parachever la mise en page.

Pour une aide détaillée, merci de consulter Aide:Wikification.
Si vous pensez que ces points ont été résolus, vous pouvez retirer ce bandeau et améliorer la mise en forme d'un autre article.

L'archéomythologie est l'étude de l'archéologie à travers la discipline de la mythologie. Cette discipline développée par l'archéologue lituanienne-américaine Marija Gimbutas "afin d'élargir les limites de l'interprétation archéologique des cultures préhistoriques, en mettant l'accent sur l'idéologie, la structure sociale et le symbolisme (voir Gimbutas 1989, 1991)" est principalement appliquée aux pays d'Europe de l'Est.

## Méthodes, hypothèses et avantages de la discipline
Comme le souligne la professeure adjoint d'archéomythologie, au California Institute of Integral Studies de San Francisco, Joan Marler
"L'archéomythologie combine l'archéologie, la mythologie, l'ethnologie, le folklore, la linguistique historique, la religion comparée et les informations provenant de documents historiques afin de fournir une base élargie à l'interprétation culturelle.[…] l'archéomythologie se distingue par des recherches synchroniques et diachroniques éclairées par les hypothèses suivantes : les cosmologies sacrées sont au cœur du tissu culturel de toutes les sociétés anciennes ; les croyances et les rituels exprimant des visions du monde sacrées sont conservateurs et ne peuvent pas être facilement modifiés ; de nombreux modèles culturels archaïques ont survécu à la période historique sous forme de motifs populaires et d'éléments mythiques au sein des traditions orales, visuelles et rituelles ; et les symboles, préservés dans des artefacts culturels, « représentent la grammaire et la syntaxe d'une sorte de méta-langage par lequel toute une constellation de significations est transmise » (Gimbutas 1989, xv). Ces symboles sont mieux étudiés « sur leurs propres plans de référence, groupés selon leur cohérence interne » (xv). L'information culturelle est également contenue dans les éléments de langage les plus anciens qui subsistent, rendus accessibles grâce à la paléontologie linguistique. Pour que les interprétations des croyances, des symboles et de la structure sociale soient plausibles, les conclusions doivent être étayées par des informations provenant de diverses disciplines."
De plus, l 'archéologue Craig Kodos indique dans son livre Archeomythology que cette discipline  peut raviver la vie dans le folklore ancien en validant une vérité cachée derrière l'histoire et révéler un portrait dynamique de l'histoire humaine car elle peut vérifier les vérités sous-jacentes.

## Opportunités et limites de la discipline
Le professeur, au Collège de France, Jean Guilaine, quant à lui, dans la préface du livre "Le langage de la Déesse" met avant le côté précurseur des travaux de Marija Gimbutas :
"Elle a ouvert la voie à une archéologie symbolique ou post-processuel (on dirait aujourd'hui cognitive), qui devait, à partir des années quatre-vingt, connaître d'importants prolongements, dans la sphère anglo-saxonne, en particulier. Elle a […] tenté de jeter un pont entre l'archéologie, l'histoire des religions et les legs mythologiques des traditions populaires, en prenant le risque  de sacrifier les configurations toujours changeantes, à un pari des survivances  dans la très longue durée." , et d'ajouter "Observée  aujourd'hui avec quelque recul, l'entreprise [l'archéomythologie]  s'est révélée positive, à la fois par les controverses engendrées comme par les avancées épistémologiques produites"
Cela dit, l'archéologue de la religion Tõnno Jonuks précise que cette démarche met de côté certains éléments de l'archéologie :
"Bien qu'elle souligne l'importance de l'archéologie et qu'elle utilise ses sources dans une plus grande mesure que toute autre école dans les pays baltes, les études d'archéomythologie sont toujours basées sur le folklore et l'archéologie n'a été utilisée que de manière sélective. La plus grande partie du matériel archéologique qui ne pouvait pas être concilié avec le folklore a été laissée de côté et de nombreux phénomènes des religions passées n'ont donc pas été abordés car ils « ne peuvent pas être comparés au folklore "

## Conclusion
l'archéomythologie est donc une discipline qui promeut  l'interdisciplinarité dans la recherche culturelle, en mettant en évidence et en articulant les croyances, les rites et rituels, les structures sociales et les symbolismes des sociétés du passé et du présent. Cette discipline est le fruit de dialogue et de collaboration créative entre spécialistes de divers domaines (linguistes, archéologue, mythologue, indo-européaniste)